# Lubochowo (osada w województwie pomorskim)
Lubochowo – osada w Polsce położona w województwie pomorskim, w powiecie sztumskim, w gminie Stary Dzierzgoń.
W latach 1975–1998 miejscowość administracyjnie należała do województwa elbląskiego.
W miejscowości znajduje się kościół filialny parafii w Myślicach.